# جاكي كين
جاكي كين (بالإنجليزية: Jackie Cain)‏ هي عازفة الجاز ومغنية أمريكية، ولدت في 22 مايو 1928 في ميلواكي في الولايات المتحدة، وتوفيت في 15 سبتمبر 2014 في مونتكلير ‏ في الولايات المتحدة بسبب سكتة.

## وصلات خارجية
- جاكي كين على موقع IMDb (الإنجليزية)
- جاكي كين على موقع ميوزك برينز (الإنجليزية)
- جاكي كين على موقع أول ميوزيك (الإنجليزية)
- جاكي كين على موقع ديسكوغز (الإنجليزية)